# Tonga en los Juegos Paralímpicos de Atenas 2004
Tonga estuvo representada en los Juegos Paralímpicos de Atenas 2004 por una deportista femenina. El equipo paralímpico tongano no obtuvo ninguna medalla en estos Juegos.